# تجمع تارة (المحفد)

تعديل مصدري - تعديل

تجمع تارة هو أحد التجمعات البدوية في عزلة المحفد بمديرية المحفد التابعة لمحافظة أبين، بلغ تعداد سكانها 69 نسمة حسب تعداد اليمن لعام 2004.